# 風の吹き抜ける場所へ 〜Growin' Up, Blowin' In The Wind〜
「風の吹き抜ける場所へ Growin' Up, Blowin' In The Wind」（かぜのふきぬけるばしょへ グロウィン・アップ・ブロウィン・イン・ザ・ウィンド）は、FLYING KIDS10枚目のシングル。1994年6月22日、SPEEDSTAR RECORDSより発売。

## 解説
前作から8か月ぶりに発売され、FLYING KIDSのシングルで最大のヒットを記録。
表題曲は｢'94 丸井 夏のキャンペーン『水着&ゆかた』」CMソング。
カップリング曲は「明治乳業 ニューステップCM曲」オリジナルソング。

## 収録曲
全作詞：浜崎貴司　作曲・編曲：FLYING KIDS
1. 風の吹き抜ける場所へ Growin' Up, Blowin' In The Wind
2. 大人